# ملون بيلشوفسكي

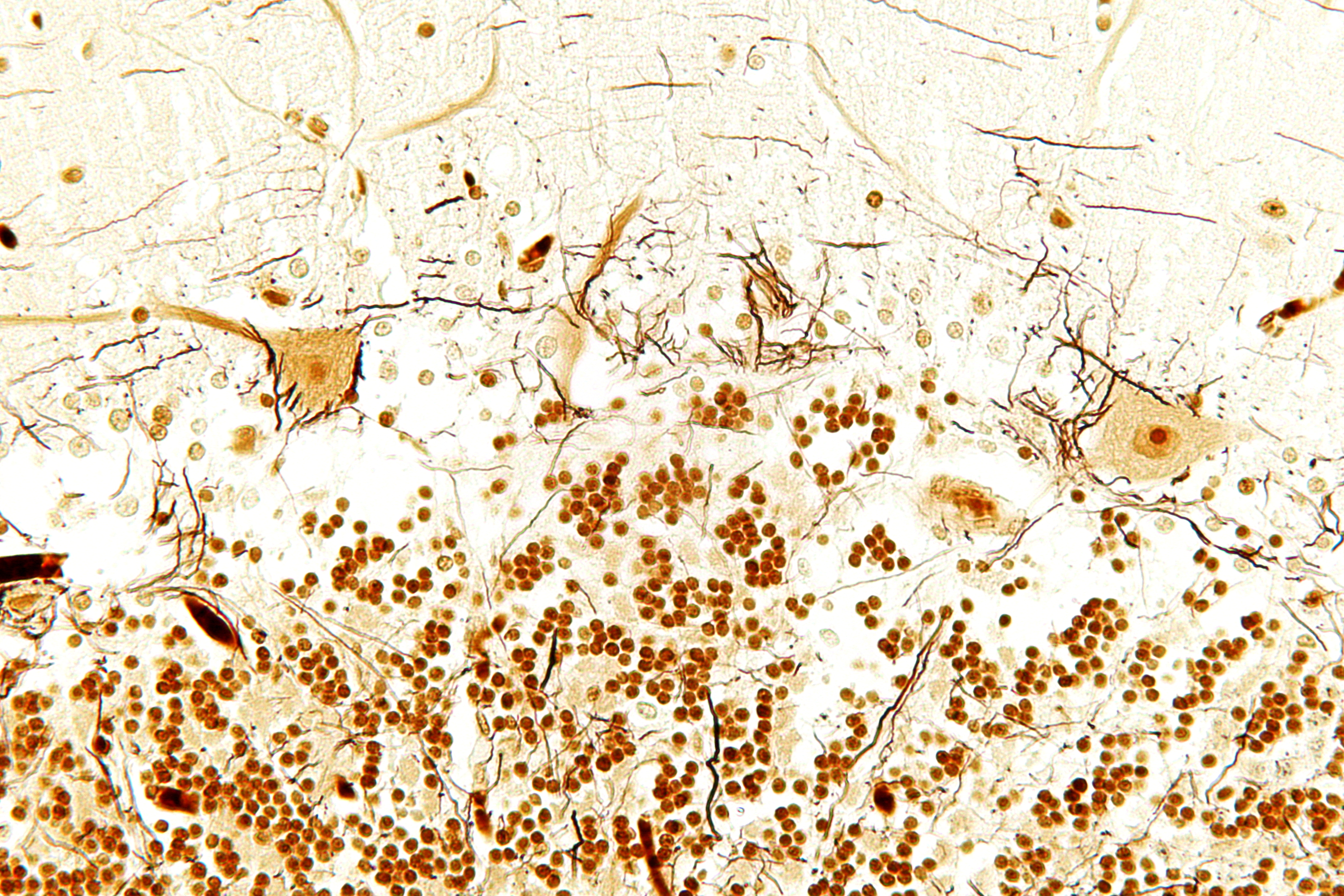

ملون بيلشوفسكي (بالإنجليزية: Bielschowsky stain)‏ هي طريقة تستخدم صبغة فضية لتلوين وتصوير الألياف العصبية في الكيمياء النسيجية، بما في ذلك الخلايا العصبية الداخلية متعددة الأقطاب في المخيخ.
تُنسب هذه الطريقة إلى طبيب الأعصاب الألماني وعالم الأعصاب ماكس بيلشوفسكي (1869-1940)، الذي أدخل تحسينات على الطريقة السابقة التي طورها رامون واي كاجال (1852-1934).